# Good Luck, Babe!
«Good Luck, Babe!» es una canción grabada por la cantautora estadounidense Chappell Roan. Fue lanzada como sencillo independiente el 5 de abril de 2024, a través de Amusement Records e Island Records. Ella escribió la canción junto con Justin Tranter y su productor Dan Nigro. Un tema synth-pop y pop barroco, la letra de «Good Luck, Babe!» hace referencia a la heterosexualidad obligatoria, describiendo a una mujer lesbiana que intenta negar sus sentimientos románticos hacia Roan y las mujeres en general. Recibió elogios de la crítica musical, que la incluyeron en varias clasificaciones de mitad de año de las mejores canciones de 2024.
Elogiada por Billboard como un «avance bien merecido», «Good Luck, Babe!» se convirtió en la canción revelación de Roan y en un sleeper hit, subiendo constantemente en las listas musicales tras varias presentaciones en directo, como en Coachella y en The Tonight Show Starring Jimmy Fallon en junio de 2024. La canción se ubicó en el número uno en Irlanda y Polonia, y entre los diez primeros puestos de las listas de Australia, Bélgica, Canadá, Islandia, Letonia, Líbano, Nueva Zelanda, Filipinas, Singapur, el Reino Unido y los Estados Unidos. También recibió nominaciones en los MTV Video Music Awards de 2024 como «canción del verano» y en los MTV Europe Music Awards de 2024 como «mejor canción».

## Antecedentes y publicación
En abril de 2024, Roan envió un correo electrónico a sus fans indicando que su nuevo sencillo «Good Luck, Babe!» saldría a la venta el 5 de abril de 2024, escribiendo que la canción trata «sobre desear buena suerte a alguien que reniega del destino». Añadió que sería la «primera canción del próximo capítulo», tras el lanzamiento de su álbum de estudio debut The Rise and Fall of a Midwest Princess en septiembre de 2023. Amusement Records e Island Records lanzaron el single en streaming y descarga digital el 5 de abril de 2024. Ese mismo día se publicó un vídeo lírico para «Good Luck, Babe!». Inspirado en las primeras imágenes de la cibercultura, el vídeo incluye un amplio uso de la fuente Comic Sans. La canción se publicó posteriormente en una edición limitada de vinilo de 7 pulgadas el 28 de junio de 2024.

## Escritura y composición
Roan escribió «Good Luck, Babe!» con Justin Tranter y Dan Nigro, declarando que «sólo quería escribir una gran canción pop himnémica», y que «fue una locura escribirla». La canción se originó en noviembre de 2022, durante la grabación de The Rise and Fall of a Midwest Princess, como una «idea rápida» titulada «Good Luck, Jane!», que consistía sólo en una estrofa y un estribillo. Roan y Nigro grabaron un demo de la canción, pero Nigro comentó que «parecía que no estaba bien» en aquel momento. Los dos retomaron la canción unos meses más tarde y ajustaron el estribillo para que Roan cantara algunas de las palabras a plena voz. Según Nigro, Roan escribió el puente «en dos minutos».
Líricamente, la canción habla de la heterosexualidad obligatoria, con Roan describiendo una relación con una mujer que intenta negar sus sentimientos románticos hacia Roan y hacia las mujeres en general. Musicalmente, «Good Luck, Babe!» pertenece a los géneros new wave,  soft rock, synth-pop y pop barroco. La canción está compuesta en la tonalidad de re mayor y tiene un tempo de 117 compases por minuto. El registro vocal de Roan abarca desde la nota grave A3 hasta la aguda Fa#5.

## Recepción crítica
«Good Luck, Babe!» fue aclamada desde su lanzamiento, y muchos lo consideraron un gran éxito. Los críticos se mostraron especialmente entusiasmados con el potente despliegue vocal de Roan y señalaron que simbolizaba su simultáneo ascenso de popularidad. Sydney Brasil, de Exclaim! opinó que la canción era «una versión más realista de su visión barroca del pop, tan airosa como devastadora en su ejecución». Stephen Daw, de Billboard, elogió la combinación de la producción de Nigro con la interpretación vocal de Roan: «La producción maximalista -con gruesos sintetizadores de los 80 y una sección de cuerda de varias piezas- alimenta la voz de Roan, que salta de octava en octava... A medida que la frustración, el flirteo y la confianza en sí misma rezuman de cada sílaba de la impecable voz de Roan, no es de extrañar por qué el público clama por más del excepcional arte de la superestrella». Varios comentaristas compararon a Chappell Roan con destacados músicos de la década de 1980, como Kate Bush, Wham! y Cyndi Lauper. Shaad D'Souza, de The New York Times, comparó la voz de Roan con la de la cantante Liza Minnelli, afirmando que la canción pone de relieve un elemento teatral en la forma en que interpreta sus letras narrativas.
En declaraciones a NPR, Sheldon Pearce eligió el tema como la mejor canción pop del año, escribiendo sobre el estribillo: «"Tendrías que detener el mundo sólo para detener el sentimiento" es una lectura tan monumental que se siente como un puñetazo en las entrañas. Es el tipo de ataque emocional directo del que no puedes escapar ni siquiera como espectador». Mary Kate Carr, de The A.V. Club, también elogió la composición, que consideró una mejora con respecto a su álbum de debut y «rebosante de justa ira». Otros críticos alabaron la vívida narración del puente; Jason P. Frank, de Vulture, lo elogió como un sólido argumento contra la tendencia actual de los artistas a omitir un puente para acortar las pistas. Pitchfork la nombró una de las mejores canciones de la primera mitad de la década de 2020.
| Publicación        | Lista                                           | Puesto | Ref.   |
| ------------------ | ----------------------------------------------- | ------ | ------ |
| Billboard          | Las 50 mejores canciones de 2024 (hasta ahora)  | 3      | [ 22 ] |
| Consequence        | Las 100 mejores canciones de 2024 (hasta ahora) | 7      | [ 31 ] |
| Los Angeles Times  | Las 24 mejores canciones de 2024 hasta ahora    | N/A    | [ 32 ] |
| The New York Times | Las 40 mejores canciones de 2024 (hasta ahora)  | N/A    | [ 33 ] |
| Rolling Stone      | Las mejores canciones de 2024 hasta ahora       | N/A    | [ 23 ] |
| NPR                | Las mejores canciones de 2024 (hasta ahora)     | N/A    | [ 26 ] |
| The A.V. Club      | Las 25 mejores canciones de 2024 (hasta ahora)  | N/A    | [ 27 ] |

## Recepción comercial
Tras su lanzamiento, «Good Luck, Babe!» debutó en el número 77 de la lista Billboard Hot 100 en la semana que terminó el 20 de abril de 2024, convirtiéndose en la primera entrada de Roan en la lista y en un sleeper hit. La canción alcanzó el número cuatro de la lista el 28 de septiembre de 2024. Fue certificado oro por la Recording Industry Association of America (RIAA) el 29 de mayo de 2024 y luego certificado platino el 28 de octubre de 2024 por ventas superiores al millón de unidades. También alcanzó el número uno en la lista Pop Airplay de Billboard y el nueve en la lista Adult Pop Airplay.
En otros países, la canción alcanzó el primer puesto en la lista de sencillos de Irlanda y el segundo en la UK Singles Chart del Reino Unido, convirtiéndose en su sencillo con mejor posición en las listas. También se situó entre los diez primeros en varios territorios, como Singapur, Australia, Nueva Zelanda, Canadá, Islandia y en la lista Global 200. Recibió las certificaciones de oro de Music Canada y la Asociación Fonográfica Portuguesa (AFP), y las de platino de la Industria Fonográfica Británica (BPI) y la Recorded Music NZ (RMNZ).

## Impacto
Al entrar en la lista Billboard Hot 100, Hannah Jocelyn, que escribía para la publicación, afirmó que los temas abiertamente LGBT de la canción representaban un gran avance no sólo para la carrera de Roan, sino para un movimiento más amplio de jóvenes artistas pop LGBT. Otros observadores se mostraron de acuerdo, argumentando que los «himnos queer» que encabezan las listas están impregnados de subtexto, desdibujando las líneas entre las relaciones homosexuales y heterosexuales a expensas de los temas LGBT. Muchos argumentaron que la inclusión de estos temas por parte de Roan demostraba su autenticidad como artista. Juliana Tanner, de The Michigan Daily, se hizo eco de ese optimismo, elogiando a Roan por no dejar lugar a la ambigüedad en su homosexualidad, a pesar de enfrentarse al cinismo en el pasado, y por evitar la fetichización de las relaciones lésbicas para el público masculino.

## Presentaciones en vivo y versiones
Roan estrenó «Good Luck, Babe!» en el SOMA de San Diego el 22 de febrero de 2024 y unos meses más tarde se añadió a la lista de canciones de la gira The Midwest Princess Tour, interpretándola en su primer concierto en Coachella en abril de 2024. Su primera presentación televisada de la canción fue en junio de 2024, cuando apareció en The Tonight Show Starring Jimmy Fallon. El 11 de septiembre de 2024, Roan interpretó la canción en los MTV Video Music Awards 2024. El vestuario y el diseño de producción, de temática medieval, fueron muy elogiados.
En junio de 2024, Sabrina Carpenter versionó «Good Luck, Babe!» como parte de un set para el programa Live Lounge de BBC Radio 1; Carpenter ya había compartido anteriormente que era fan de la canción. Tras compartir su admiración por la música de Roan, Kelly Clarkson y Miranda Lambert interpretaron a dúo una versión de «Good Luck, Babe!» en el episodio del 24 de septiembre de The Kelly Clarkson Show de 2024. La canción también ha sido versionada por varios artistas, como Muna, los Jonas Brothers, Cxloe y Girl in Red.

## Premios y nominaciones
| Organización            | Año  | Categoría                        | Resultado | Ref.   |
| ----------------------- | ---- | -------------------------------- | --------- | ------ |
| MTV Video Music Awards  | 2024 | Canción del verano               | Nominada  | [ 47 ] |
| MTV Europe Music Awards | 2024 | Mejor canción                    | Nominada  | [ 48 ] |
| Gold Derby Music Awards | 2024 | Grabación del año                | Nominada  | [ 49 ] |
| Gold Derby Music Awards | 2024 | Canción del año                  | Nominada  | [ 49 ] |
| Gold Derby Music Awards | 2024 | Mejor canción pop                | Nominada  | [ 49 ] |
| Premios Grammy          | 2025 | Grabación del año                | Nominada  | [ 50 ] |
| Premios Grammy          | 2025 | Canción del año                  | Nominada  | [ 50 ] |
| Premios Grammy          | 2025 | Mejor interpretación pop solista | Nominada  | [ 50 ] |

## Posicionamiento en listas
| Lista (2024)                                | Mejor posición |
| ------------------------------------------- | -------------- |
| Alemania (Offizielle Deutsche Charts)       | 18             |
| Australia (ARIA)                            | 4              |
| Austria (Ö3 Austria Top 40)                 | 8              |
| Bélgica (Flandes) (Ultratop 50)             | 7              |
| Bélgica (Valonia) (Ultratop 50)             | 7              |
| Global 200 (Billboard)                      | 5              |
| Canadá (Canadian Hot 100)                   | 4              |
| Canadá (Canada AC)                          | 10             |
| Canadá (CHR/Top 40)                         | 4              |
| Canadá (Hot AC)                             | 6              |
| Canadá (Canada Rock)                        | 37             |
| CEI (TopHit Airplay)                        | 31             |
| Croacia (International Airplay) (Top lista) | 3              |
| Dinamarca (Tracklisten)                     | 38             |
| Emiratos Árabes Unidos (IFPI)               | 18             |
| Eslovaquia (Singles Digitál Top 100)        | 57             |
| España (PROMUSICAE)                         | 92             |
| Estados Unidos (Billboard Hot 100)          | 4              |
| Estados Unidos (Adult Contemporary)         | 17             |
| Estados Unidos (Adult Top 40)               | 9              |
| Estados Unidos (Mainstream Top 40)          | 1              |
| Estonia (Airplay) (TopHit)                  | 4              |
| Filipinas (Philippines Hot 100)             | 8              |
| Finlandia (OFC)                             | 40             |
| Francia (SNEP)                              | 51             |
| Grecia (International) (IFPI)               | 12             |
| Irlanda (IRMA)                              | 1              |
| Islandia (Tónlistinn)                       | 10             |
| Italia (FIMI)                               | 73             |
| Japón (Hot Overseas) (Billboard Japan)      | 14             |
| Letonia (LAIPA)                             | 8              |
| Letonia (Airplay) (LAIPA)                   | 1              |
| Líbano (Lebanese Top 20)                    | 3              |
| Lituania (AGATA)                            | 11             |
| Lituania (Airplay) (TopHit)                 | 27             |
| Luxemburgo (Billboard)                      | 16             |
| Malasia (Billboard)                         | 14             |
| Malasia (International) (RIM)               | 11             |
| México (Monitor Latino)                     | 17             |
| Noruega (VG-lista)                          | 12             |
| Nueva Zelanda (Recorded Music NZ)           | 5              |
| Países Bajos (Dutch Top 40)                 | 28             |
| Países Bajos (Mega Single Top 100)          | 25             |
| Polonia (Polish Airplay Top 100)            | 2              |
| Polonia (Polish Streaming Top 100)          | 21             |
| Portugal (AFP)                              | 19             |
| Reino Unido (UK Singles Chart)              | 2              |
| República Checa (Singles Digitál Top 100)   | 54             |
| Rumania (Romania Radio Airplay)             | 3              |
| Rumania (Romania TV Airplay)                | 9              |
| Rusia (Airplay) (TopHit)                    | 137            |
| San Marino (SMRRTV Top 50)                  | 4              |
| Singapur (RIAS)                             | 4              |
| Sudáfrica (TOSAC)                           | 8              |
| Suecia (Sverigetopplistan)                  | 26             |
| Suiza (Schweizer Hitparade)                 | 18             |
| Venezuela (Record Report)                   | 22             |

| Lista (2024)                                | Mejor posición |
| ------------------------------------------- | -------------- |
| CEI (Airplay) (TopHit)                      | 54             |
| Eslovaquia (Singles Digitál – Top 100)      | 67             |
| Estonia (Airplay) (TopHit)                  | 69             |
| Lituania (Airplay) (TopHit)                 | 47             |
| Paraguay (SGP)                              | 24             |
| República Checa (Singles Digitál – Top 100) | 67             |
| Rumania (Airplay) (TopHit)                  | 67             |

## Certificaciones
| País | Certificación | Ventas     |
| --- | ------------- | ---------- |
| Austria (IFPI Austria) | Oro           | 15,000‡    |
| Bélgica (BEA) | Oro           | 20,000‡    |
| Canadá (Music Canada) | 3× Platino    | 240,000‡   |
| Dinamarca (IFPI Dinamarca) | Oro           | 45,000‡    |
| España (PROMUSICAE) | Oro           | 30,000‡    |
| Estados Unidos (RIAA) | 4× Platino    | 4,000,000‡ |
| Francia (SNEP) | Oro           | 100,000‡   |
| Italia (FIMI) | Oro           | 50,000‡    |
| Nueva Zelanda (RMNZ) | 2× Platino    | 60,000‡    |
| Polonia (ZPAV) | Platino       | 50,000‡    |
| Portugal (ZPAV) | Platino       | 10,000‡    |
| Reino Unido (BPI) | Platino       | 600,000‡   |
| Streaming |               |            |
| Grecia (IFPI Grecia) | Platino       | 2,000,000† |
| ‡ Cifras de ventas y streaming basadas únicamente en la certificación. † Cifras de streaming basadas únicamente en la certificación. |               |            |

## Historial de lanzamientos
| Región         | Fecha                | Formato(s)                   | Discográfica     | Ref.    |
| -------------- | -------------------- | ---------------------------- | ---------------- | ------- |
| Varias         | 5 de abril de 2024   | Descarga digital streaming   | Amusement Island | [ 7 ]   |
| Estados Unidos | 18 de abril de 2024  | Contemporary hit radio       | Amusement Island | [ 127 ] |
| Varias         | 28 de junio de 2024  | 7 pulgadas                   | Amusement Island | [ 10 ]  |
| Estados Unidos | 15 de julio de 2024  | Hot adult contemporary radio | Amusement Island | [ 128 ] |
| Italia         | 22 de agosto de 2024 | Radio airplay                | Island Italy     | [ 129 ] |